# Grand Portage nationalmonument

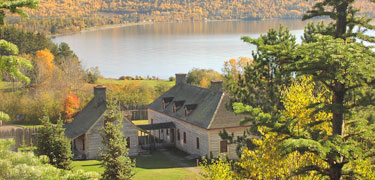
Grand Portage nationalmonument

Grand Portage nationalmonument ligger i delstaten Minnesota i USA. Nationalmonumentet består av en gammal mårka från stranden av Lake Superior till Kanadas gräns, en sträcka på 13,2 km.
Ojibwe-indianerna började tidigt med handel med bland annat engelsmän och fransmän och befolkning längre norrut. I samarbete med indianerna startade North West Company 1778 en handelsstation vid sjöns strand. Den var aktiv till 1802. Dessa byggnader finns att se än idag.